# Cá mó lừa

Scarus ghobban là một loài cá biển thuộc chi Scarus trong họ Cá mó. Loài này được mô tả lần đầu tiên vào năm 1775.

## Từ nguyên
Từ định danh của loài bắt nguồn từ tên thông thường bằng tiếng Ả Rập của loài cá mó này, được gọi dọc theo bờ Biển Đỏ.

## Phạm vi phân bố và môi trường sống
Trước đây, S. ghobban được cho là có phạm vi phân bố rộng khắp khu vực Ấn Độ Dương - Thái Bình Dương, và còn trải dài đến tận Đông Thái Bình Dương. Tuy nhiên, do có sự khác biệt về mặt di truyền giữa các quần thể của hai đại dương, quần thể S. ghobban thực sự chỉ giới hạn ở Ấn Độ Dương, còn quần thể ở Thái Bình Dương là của Scarus pyrrostethus, trước đây được xem là danh pháp đồng nghĩa của S. ghobban.
Từ Biển Đỏ và vịnh Oman, S. ghobban được ghi nhận dọc theo bờ biển phía nam bán đảo Ả Rập và Đông Phi trải dài đến vịnh Algoa của Nam Phi, bao gồm Madagascar và hầu hết các đảo quốc và quần đảo trên Ấn Độ Dương, cũng như bờ biển phía nam Ấn Độ; xa hơn ở phía đông, từ bờ biển Myanmar và Thái Lan trải dài về phía nam đến quần đảo Cocos (Keeling), Sumatra và Java (Indonesia).
S. ghobban lần đầu tiên được ghi nhận ở Địa Trung Hải, khi một cá thể được phát hiện ở bờ biển Tel Shikmona (Israel). S. ghobban sau đó được ghi nhận thêm tại Liban, đảo Síp và Thổ Nhĩ Kỳ.
Môi trường sống của S. ghobban là rạn san hô viền bờ và rạn san hô trong các đầm phá, độ sâu được tìm thấy đến ít nhất là 36 m.

## Mô tả
S. ghobban có chiều dài cơ thể tối đa được biết đến là 75 cm. Vây đuôi bo tròn ở cá cái, lõm sâu với hai thùy đuôi dài tạo thành hình lưỡi liềm ở cá đực trưởng thành. Cá đực thường có hai răng nanh ở phía sau phiến răng của hàm trên (cá cái không có đặc điểm này).
Cá cái có màu vàng nâu đến nâu da cam; hai bên thân có các vệt sọc mờ màu xám. Trước mõm, dưới cằm, quanh miệng có các vệt sọc màu xanh lục sẫm kéo dài băng qua mắt. Cá đực có màu lục lam đến màu xanh lam; vảy có viền màu hồng.
Số gai vây lưng: 9; Số tia vây ở vây lưng: 10; Số gai vây hậu môn: 3; Số tia vây ở vây hậu môn: 9; Số tia vây ở vây ngực: 13–15.

## Sinh thái học
Thức ăn của S. ghobban chủ yếu là tảo. Loài này kiếm ăn bằng cách dùng phiến răng cạo tảo bám trên đá và san hô. Cá trưởng thành thường sống đơn độc, nhưng cũng có thể hợp thành từng nhóm nhỏ, đặc biệt là đối với cá con.
Loài này được đánh bắt để làm thực phẩm, nhưng thường là do đánh bắt ngẫu nhiên.